# Eclipse Lake
Eclipse Lake är en sjö i Australien. Den ligger i delstaten Western Australia, omkring 300 kilometer öster om delstatshuvudstaden Perth. Eclipse Lake ligger 286 meter över havet. Arean är 0,79 kvadratkilometer. Den sträcker sig 1,2 kilometer i nord-sydlig riktning, och 1,0 kilometer i öst-västlig riktning.
Trakten runt Eclipse Lake består till största delen av jordbruksmark. Trakten runt Eclipse Lake är nära nog obefolkad, med mindre än två invånare per kvadratkilometer. Genomsnittlig årsnederbörd är 477 millimeter. Den regnigaste månaden är maj, med i genomsnitt 69 mm nederbörd, och den torraste är januari, med 11 mm nederbörd.